# Genting Dream

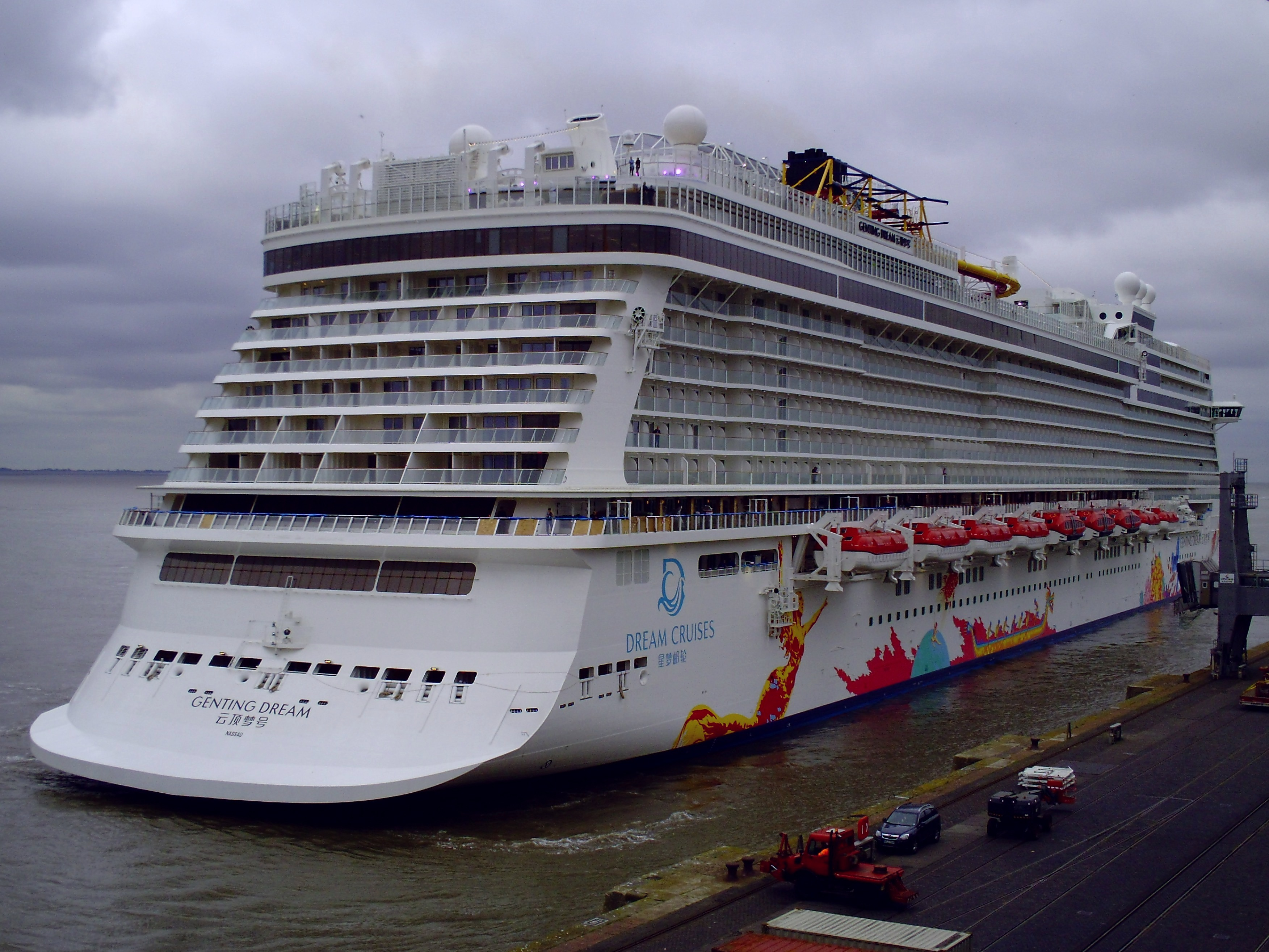
Die Genting Dream in Bremerhaven

Die Genting Dream (chinesisch 雲頂夢號) ist ein Kreuzfahrtschiff der Marke Dream Cruises. Sie entstand auf der Papenburger Meyer Werft und wurde 2016 fertiggestellt.

## Geschichte
Das Schiff wurde am 7. Oktober 2013 bei der Meyer Werft unter Vorbehalt in Auftrag gegeben und sollte ursprünglich für die Reederei Star Cruises, eine Tochtergesellschaft von Genting Hong Kong, in Fahrt kommen. Am 14. Januar 2014 wurde das Schiff schließlich fest bestellt. Im Oktober 2014 wurde der Name,  Genting World (雲頂世界號), bekannt gegeben. Der Bau begann am 9. Februar 2015.
Im November 2015 wurde jedoch bekanntgegeben, dass das Schiff stattdessen als Genting Dream für die neu gegründete Marke Dream Cruises, ebenfalls eine Tochtergesellschaft von Genting Hong Kong, in Fahrt kommen soll. Die Maschinenraumsektion wurde am 29. Juli 2015 auf der Neptun Werft in Rostock auf Kiel gelegt und im Oktober 2015 zur Meyer Werft überführt. Im Zuge der Baustrategie der Meyer Werft wurde eine erste Sektion am 28. November 2015 ausgedockt. Die Kiellegungszeremonie erfolgte am 3. Dezember 2015. Am 18. Februar 2016 wurde eine zweite Sektion ausgedockt, um das Ausdocken der Ovation of the Seas zu ermöglichen. Anschließend wurden beide Sektionen wieder eingedockt. Am 19. August 2016 wurde die Genting Dream ausgedockt. Am 18./19. September 2016 wurde die Genting Dream über die Ems nach Eemshaven überführt, von wo aus Probefahrten auf der Nordsee stattfanden. Die Emsüberführung erfolgte mit Unterstützung des Emssperrwerks. Hierfür wurde das Sperrwerk am Mittag des 17. September 2016 geschlossen. Gegen 14:00 Uhr des 18. September verließ das Schiff Papenburg und passierte 37 Stunden nach dem Schließen des Sperrwerks am 19. September gegen 3:00 Uhr das Emssperrwerk.
Am 12. Oktober 2016 wurde das Schiff in Bremerhaven an die Reederei übergeben und am 13. November 2016 durch Puan Sri Cecilia Lim in Guangzhou getauft. Das Schiff kostete 707,2 Millionen Euro, etwa 960 Millionen Dollar.
Rund ein Jahr nach der Übernahme der Genting Dream übernahm Dream Cruises Oktober 2017 das Schwesterschiff, die World Dream.
2019 verkaufte Genting Hong Kong das Schiff im Wege eines Sale-Lease-Back an ein Konsortium von drei chinesischen Banken mit einer Laufzeit von zwölf Jahren. Nach der Insolvenz von Genting Hong Kong und der anschließenden Insolvenz der Tochtergesellschaft Dream Cruises im Jahr 2022 schloss die von der Genting Group neu gegründete Marke Resorts World Cruises einen Chartervertrag über das Schiff, das am 15. Juni 2022 in Singapur den Betrieb aufnahm.
Seit 2025 fährt die Genting Dream wieder für Dream Cruises.